# Jaime Lorente
Pour les articles homonymes, voir Lorente.
Jaime Lorente est un acteur espagnol, né le 12 décembre 1991, à Murcie. 
Il est révélé au grand public avec les séries La casa de papel et Élite, deux productions espagnoles diffusées sur Netflix dans lesquelles il joue respectivement les rôles de Daniel "Denver" Ramos et Nano.

## Biographie

### Jeunesse
Jaime Lorente López naît en décembre 1991 à Murcie.

### Carrière
Il se fait connaître du grand public en 2017, grâce à son rôle de Denver, le fils de Moscou, dans la série La casa de papel, qui devient l’un des plus gros succès télévisuels de l’année en Espagne.
En 2018, il intègre une deuxième production espagnole de Netflix, Élite ; il y retrouve ses partenaires de La casa de papel María Pedraza et Miguel Herrán, et y interprète le rôle de Fernando « Nano » García Domínguez, le grand frère de Samuel, l’un des lycéens qui reçoit une bourse pour rejoindre une école prestigieuse. Il joue également dans le film Everybody Knows, avec Penélope Cruz et Javier Bardem. 
Il est à l’affiche, en 2019, de Tu emmènerais qui sur une île déserte ? (es), long-métrage de Jota Linares (es) produit par Netflix. Cette production marque sa troisième collaboration avec son ex-petite amie rencontrée sur le tournage de La casa de papel, María Pedraza.

### Vie privée
De 2018 à 2020, il est en couple avec l'actrice María Pedraza, rencontrée sur le tournage de La casa de papel,.
Depuis 2020, il partage la vie de Marta Goenaga, une costumière également rencontrée sur le tournage de La casa de papel, avec qui il a une fille Amaia (née le 7 novembre 2021) et un garçon Luca (né le 2 mai 2023). Ils se sont mariés en juin 2025. 

## Filmographie

### Cinéma

#### Longs métrages
- 2016 : Historias románticas (un poco) cabronas d’Alejandro González Ygoa : David
- 2018 : Everybody Knows (Todos los saben) d’Asghar Farhadi : Luis
- 2018 : Gun City (La sombra de la ley) de Dani de la Torre : León
- 2019 : Qui emmènerais-tu sur une île déserte ? (es) (¿A quién te llevarías a una isla desierta?) de Jota Linares (es) : Marcos
- 2023 : Tin & Tina de Rubin Stein : Adolfo

#### Court métrage
- 2018 : Bedspread d’Ángel Villaverde : Fran

### Télévision

#### Séries télévisées
- 2016 : Le Secret (El secreto de Puente Viejo) : Elías Mato
- 2017 - 2021 : La casa de papel : Daniel « Denver » Ramos
- 2018 - 2019 : Élite : Fernando « Nano » García Domínguez
- 2020 : El Cid : Rodrigo Díaz de Vivar
- 2023 : Indomptables (Cristo y Rey) : Ángel Cristo
- 2024 : D'une main de fer (Mano de hierro) :  Néstor

## Distinctions

### Nominations
- 2018 : Spanish Actors Union du meilleur acteur dans un rôle mineur dans une série télévisée dramatique pour La casa de papel (2017-2021).
- 2019 : Spanish Actors Union du meilleur acteur dans un second rôle dans une série télévisée dramatique pour La casa de papel (2017-2021).

## Voix françaises
| - Donald Reignoux dans : - Élite (série télévisée) - Qui emmènerais-tu sur une île déserte ? - Tin & Tina - D'une main de fer (série télévisée) et aussi - Antoni Lo Presti (Belgique) dans La casa de papel (série télévisée) - Emmanuel Garijo dans El Cid (série télévisée) |